# Interclub de Dolisie
Interclub de Dolisie, is een voetbalclub uit Congo-Brazzaville uit de stad Dolisie. Ze komen uit in Premier League, de nationale voetbalcompetitie van Congo-Brazzaville. De club won nog nooit een landstitel of een beker.